# Rupes Cauchy

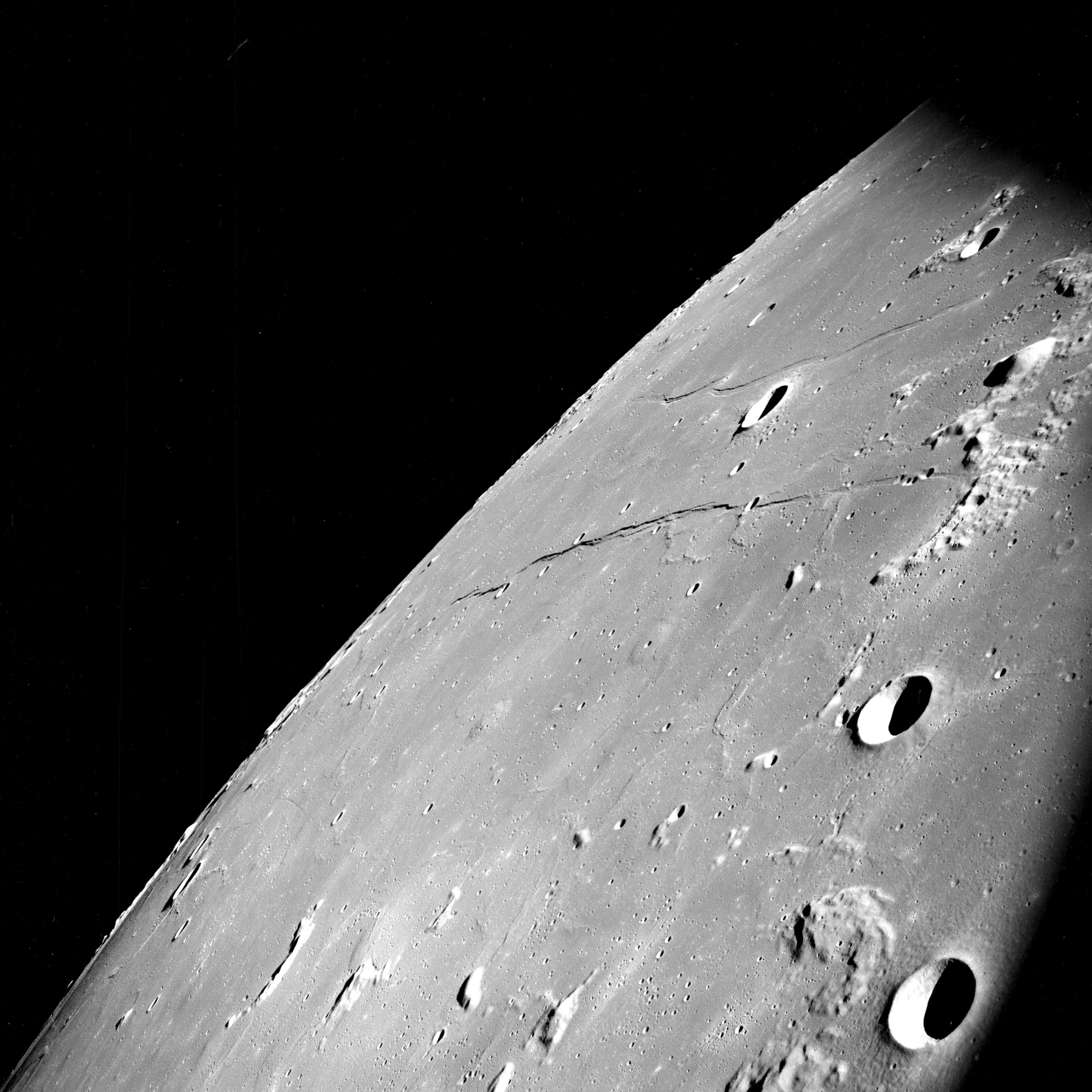
Vue du Rupes Cauchy et du cratère Cauchy depuis la sonde Apollo 8.

Le Rupes Cauchy est une longue falaise lunaire délimitant la rive septentrionale de la Mare Tranquillitatis.
Le Rupes Cauchy est situé au sud du cratère lunaire dont il porte le nom, le cratère Cauchy. Cette longue falaise est un escarpement mesurant 120 kilomètres de long qui délimite la rive septentrionale de la Mer de la Tranquillité. Le Rupes Cauchy s'étend d'est en ouest et double en parallèle une très longue faille, la "Rima Cauchy" située au nord du cratère Cauchy. 
Tout comme le cratère Cauchy et la Rima Cauchy, le Rupes Cauchy porte le nom du mathématicien français Augustin Louis Cauchy.